# حارس التبغ
حارس التبغ رواية للروائي العراقي علي بدر. صدرت الرواية لأوّل مرة عام 2008 عن المؤسسة العربية للدراسات والنشر في بيروت. ودخلت في القائمة الطويلة للجائزة العالمية للرواية العربية لعام 2009، المعروفة بجائزة «بوكر».

## حول الرواية
يروي الكاتب العراقي «علي بدر» في هذه الرواية حكاية تبدأ في بغداد ما بعد الاحتلال الأمريكي، حيث أعمال القتل والعنف تضرب كل مكان، ثم ترجع الحكاية بالقارئ لحقب في الماضي مر عليها عقودًا عدة، بالتحديد إلى ثلاثينيات القرن العشرين. لتسرد تاريخ العنف في العراق منذ أحداث ما عرفت بالفرهود في عام 1941 ضد يهود بغداد وحتى سقوط بغداد.